# یون هالونیوم

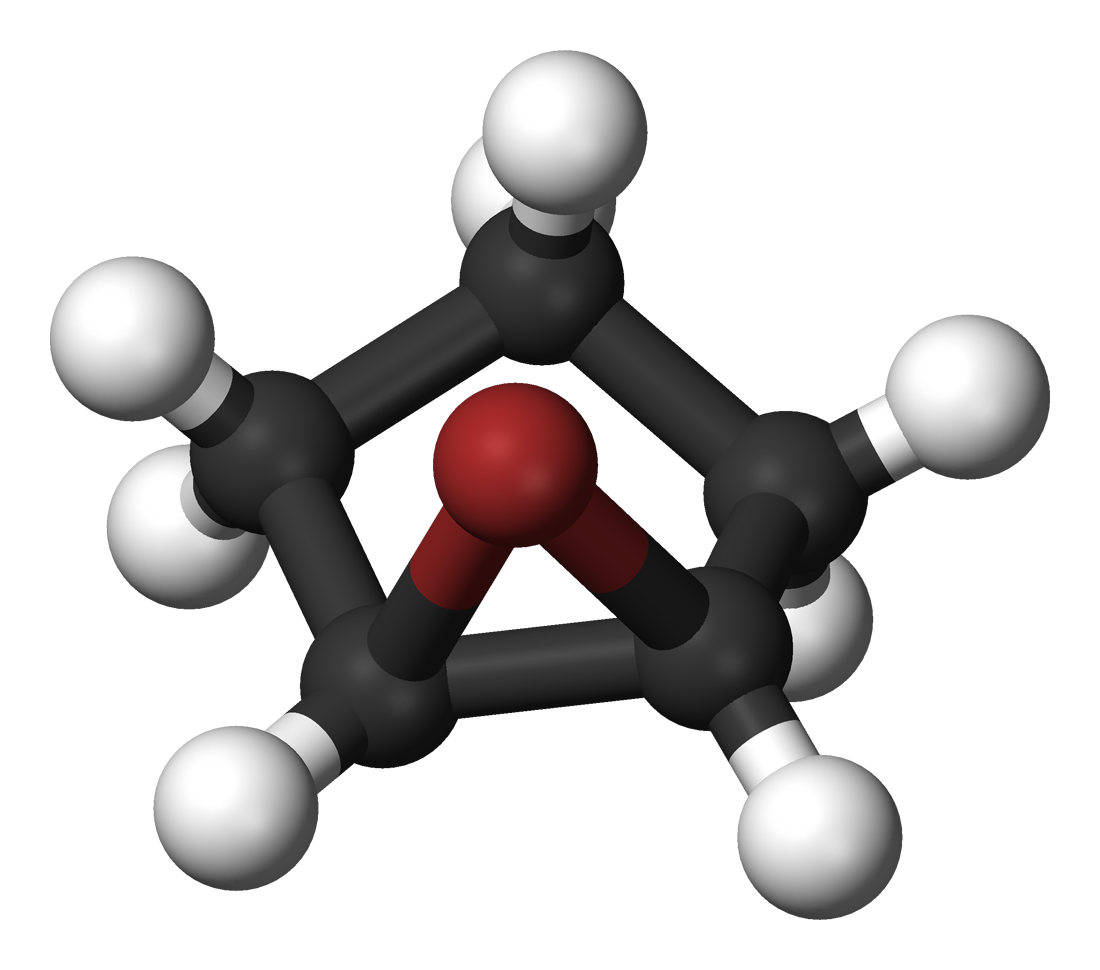
یک مدل توپ و چوب یک یون برمونیوم از سیکلوپنتن تشکیل شده‌است

یون هالونیوم هر یون آنیومی است که حاوی یک اتم هالوژن با بار مثبت است. این کاتیون دارای ساختار کلی R−−R′ که X هر هالوژن دارد و هیچ محدودیتی در R ندارد، این ساختار می‌تواند چرخه ای یا یک ساختار مولکولی زنجیره باز باشد. یونهای هالونیوم که از فلوئور، کلر، برم و ید تشکیل شده‌اند، به ترتیب فلورونیوم، کلرونیوم، برمونیوم و یدونیوم نامیده می‌شوند. انواع حلقوی که معمولاً به عنوان واسطه در هاله زایی الکتروفیلیک پیشنهاد می‌شود، با استفاده از سیستم نامگذاری هانتز-ویدمن، یون‌های هالیرانیوم نامیده می‌شوند.

## تاریخ
یونهای هالونیوم برای اولین بار در سال ۱۹۳۷ توسط رابرتز و کیمبال مورد فرض قرار گرفتند تا پاسخ ضد دیاسترومر در واکنش افزایش هالوژن به آلکن‌ها را به حساب آورند.